# Laboratory Information System
Un Laboratory Information System (LIS) è un sistema informatico utilizzato in ambito sanitario per gestire le richieste dei pazienti nonché processare e memorizzare le informazioni generate dai macchinari dei laboratori di analisi.
Nelle versioni più evolute questi sistemi consentono di avere un controllo diretto sulle apparecchiature elettromedicali, così da poter accedere direttamente al loro controllo attraverso una rete informatica. Tali funzionalità danno la possibilità di avere un controllo diretto nella gestione del materiale di consumo utilizzato nelle fasi di testing, consentendo in tempo reale agli operatori di gestire le scorte di magazzino in modo molto efficiente.

## Funzionalità

### Funzioni di base
Di base vengono gestiti:
- Accettazione del paziente
- Eventuale fatturazione (per laboratori privati e/o convenzionati con il SSN)
- Gestione delle prestazioni
- Invio delle work-list (elenco pazienti) ai macchinari dei laboratori
- Ricezione dei risultati delle analisi effettuate dai macchinari
- Produzione di un referto per la consegna al paziente
- Reportistica varia (ad esempio elenchi delle prestazioni effettuate in regime SSN (servizio sanitario nazionale) per laboratori privati)
- Estrapolazione dati
- Tracciabilità

### Funzioni avanzate
A seconda del livello di integrazione con i sistemi informatici ospedalieri, il LIS è in grado di gestire uno scambio di informazioni con:
- Centro unico di prenotazione (CUP)
- Hospital Information System (HIS)
- Sistema informatico radiologico (RIS)
- Cartella clinica informatizzata del paziente (EPR)
- Fascicolo sanitario elettronico  (EHR)